# Grand Declaration of War
Grand Declaration of War este cel de-al doilea album de studio al formației Mayhem. Albumul este unul experimental, cu puternice influențe progresive și avangardiste.
Acest album conține partea a doua (războiul) și a treia (distrugerea post-apocaliptică) din conceptul început cu EP-ul Wolf's Lair Abyss, care conține prima parte. Riff-ul cu care începe prima melodie de pe Grand Declaration of War este identic cu riff-ul cu care se termină ultima melodie de pe Wolf's Lair Abyss. 
Un aspect foarte diferit față de precedentele materiale discografice e prestația lui Maniac; acesta renunță la maniera brutală de a cânta specifică black metal-ului și adoptă un stil vorbit, inteligibil. Aceste schimbări au fost întâmpinate cu reacții adverse; unii au criticat elementele experimentale și vocea lui Maniac, alții au considerat albumul o încercare lăudabilă de redefinire a black metal-ului.
Revista Terrorizer a clasat Grand Declaration of War pe locul 4 în clasamentul "Cele mai bune 40 de albume ale anului 2000".

## Lista pieselor
1. "A Grand Declaration Of War" - 04:14
2. "In The Lies Where Upon You Lay" - 05:59
3. "A Time To Die" - 01:48
4. "View From Nihil (Part I of II)" - 03:04
5. "View From Nihil (Part II of II)" - 01:16
6. "A Bloodsword And A Colder Sun (Part I of II)" - 00:33
7. "A Bloodsword And A Colder Sun (Part II of II)" - 04:27
8. "Crystalized Pain In Deconstruction" - 04:09
9. "Completion In Science Of Agony (Part I of II)" - 09:44
10. "To Daimonion (Part I of III)" - 03:25
11. "To Daimonion (Part II of III)" - 04:52
12. "To Daimonion (Part III of III)" - 00:07
13. "Completion In Science Of Agony (Part II of II)" - 02:14

## Personal
- Maniac - vocal
- Blasphemer - chitară
- Necrobutcher - chitară bas
- Hellhammer - baterie